# Andres Käärik
Andres Lembit Käärik, född 27 januari 1954 i Enskede församling, Stockholm, död 20 oktober 2007 i Hägerstens församling, Stockholm, svensk folkpartistisk politiker. Landstingsråd och ledare för folkpartiet i Stockholms läns landsting 1992–2002. Ordförande i Hälso- och sjukvårdsnämnden 1992–1994 och vice ordförande 1998–2002.
Käärik utmärkte sig som en frän debattör och företrädare för en utpräglad antikommunism. Som landstingspolitiker drev han särskilt frågorna om ökade privatiseringar av vården och införande av ett husläkarsystem.
Käärik var också ordförande för Folkpartiet i Stockholms län och försökte som sådan avsätta partiledaren Lars Lejonborg i början av 2002 och var nära att lyckas. Efter folkpartiets oväntade och stora valframgång på hösten samma år, som tillskrevs partiledaren, försvagades Kärriks ställning och han tvingades träda tillbaka som landstingsråd till förmån för Birgitta Rydberg.